# Décès en août 2009

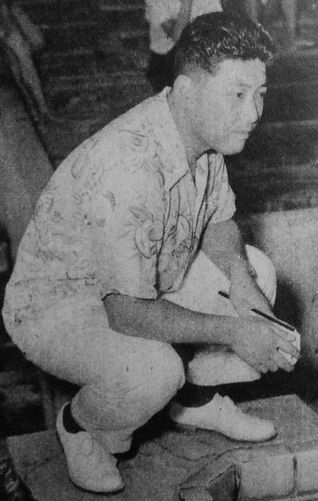
Hironoshin Furuhashi

Décès
- 2005
- 2006
- 2007
- 2008
- 2009
- 2010
- 2011
- 2012
- 2013

Pour une information complémentaire, voir la page d'aide.

## Août 2009
| Date     | Nom                            | Activités | Âge | Source |
| -------- | ------------------------------ | --- | --- | ------ |
| 1er août | Corazon Aquino                 | Femme politique philippine, première femme présidente des Philippines.                                                                                     | 76  |        |
| 1er août | François Baron-Renouard        | Peintre français de l'École de Paris. | 91  |        |
| 1er août | Christian Dupeyron             | Journaliste et éditeur français. | 73  |        |
| 1er août | Francis Jeanson                | Philosophe français. | 87  |        |
| 1er août | Naomi Sims                     | Mannequin et femme d'affaires américaine. | 61  |        |
| 2 août   | Hironoshin Furuhashi           | Ancien nageur japonais. Vice-président de la FINA. | 80  |        |
| 2 août   | Billy Lee Riley                | Chanteur de rock américain. | 75  |        |
| 3 août   | Jean Donnedieu de Vabres       | Haut fonctionnaire français. | 91  |        |
| 4 août   | Nicolas Makarezos              | Militaire grec, membre de la junte militaire qui imposa en 1967 à la Grèce la dictature dite « des colonels », à la suite du coup d'État du 21 avril 1967. | 90  |        |
| 4 août   | Joseph Msika                   | Homme politique zimbabwéen. Vice-président du pays de 1999 à sa mort.                                                                                      | 85  |        |
| 4 août   | Mbah Surip                     | Chanteur de reggae indonésien. | 60  |        |
| 5 août   | Gerald Cohen                   | Philosophe politique britannique d'origine canadienne. | 68  |        |
| 5 août   | Jordi Sabater Pi               | Primatologue et éthologue espagnol. C'est lui qui a rapporté Flocon de Neige, seul spécimen de gorille albinos en Europe.                                  | 87  |        |
| 6 août   | Ahmed Bennani                  | Ancien ministre marocain, PDG de la Caisse de dépôt et de gestion et Wali de Bank Al-Maghrib                                                               | 82  |        |
| 6 août   | Jean-Marie Benoît              | Compositeur et musicien canadien. | 54  |        |
| 6 août   | Riccardo Cassin                | Alpiniste italien. | 100 |        |
| 6 août   | Willy DeVille                  | Chanteur, compositeur et acteur américain. | 55  |        |
| 6 août   | John Hughes                    | Scénariste, producteur, réalisateur et acteur américain.                                                                                                   | 59  |        |
| 6 août   | Daniel Pellus                  | Journaliste et historien français. | 86  |        |
| 7 août   | François Luchaire              | Professeur de droit public et homme politique français, cofondateur et président de l'Université de Paris I de 1970 à 1976.                                | 91  |        |
| 7 août   | Danko Popović                  | Écrivain serbe. | 81  |        |
| 7 août   | Jean-Joseph Régent             | Industriel et intellectuel français. | 85  |        |
| 8 août   | Daniel Jarque                  | Footballeur espagnol. | 26  |        |
| 8 août   | Émile Papiernik                | Médecin français, spécialiste de l'obstétrique. | 73  |        |
| 8 août   | Jone Railomo                   | Joueur de rugby à XV fidjien. | 28  |        |
| 9 août   | Tommy Clinton                  | Ancien footballeur international irlandais. | 83  |        |
| 9 août   | Thierry Jonquet                | Écrivain français. | 55  |        |
| 9 août   | Jasmine You (Yuuichi Kageyama) | Bassiste du groupe Versailles. | 30  |        |
| 9 août   | Thomas Knopper                 | Pilote automobile hollandais. | 19  |        |
| 9 août   | Marie-Laure Picat              | Française condamnée par la maladie, elle a choisi une famille d'accueil pour ses enfants. Elle a écrit un livre sur ce combat.                             | 36  |        |
| 9 août   | John Quade                     | Acteur américain. | 71  |        |
| 9 août   | Camille Vallin                 | Résistant et homme politique français. Maire de Givors de 1953 à 1993.                                                                                     | 92  |        |
| 10 août  | Yan Balinec                    | Poète et écrivain français. | 81  |        |
| 10 août  | Ernest Glinne                  | Homme politique belge. | 78  |        |
| 10 août  | Ede Király                     | Patineur hongrois. Médaillé d'argent aux Jeux olympiques d'hiver de 1948.                                                                                  | 83  |        |
| 10 août  | Urpo Korhonen                  | Ancien fondeur finlandais. Médaillé d'or aux Jeux olympiques d'hiver de 1952 en relais 4 × 10 km.                                                          | 86  |        |
| 10 août  | Art McKinlay                   | Rameur américain. Médaillé d'argent aux Jeux olympiques d'été de 1956 au "quatre sans barreur".                                                            | 77  |        |
| 10 août  | Behjat Sadr                    | Peintre iranienne. | 85  |        |
| 10 août  | Renzo Sambo                    | Rameur italien. Médaillé d'or aux Jeux olympiques d'été de 1968 au "deux barré".                                                                           | 67  |        |
| 10 août  | Francisco Valdés               | Ancien footballeur international chilien. | 66  |        |
| 11 août  | Lazare Gianessi                | Ancien joueur de football international français. | 83  |        |
| 11 août  | Eunice Kennedy Shriver         | Philanthrope américaine. | 88  |        |
| 12 août  | Rashied Ali                    | Musicien, batteur de jazz américain. | 76  |        |
| 12 août  | Ruth Ford                      | Actrice et mannequin américaine. | 98  |        |
| 12 août  | Marc François                  | Acteur de doublage français. | 58  |        |
| 12 août  | Katchou                        | Chanteur algérien. | 45  |        |
| 13 août  | John Bentley                   | Acteur britannique. | 92  |        |
| 13 août  | Jacques Bernard                | Footballeur et entraineur français. | 73  |        |
| 13 août  | Roger Mas                      | Homme politique français. Maire de Charleville-Mézières de 1980 à 1998.                                                                                    | 78  |        |
| 13 août  | Gilles Ouellet                 | Homme d'Église canadien. Il fut Évêque de Rimouski de 1973 à 1992.                                                                                         | 86  |        |
| 13 août  | Les Paul                       | Musicien et guitariste américain. | 94  |        |
| 13 août  | Al Purvis                      | Hockeyeur canadien. Médaillé d'or aux Jeux olympiques d'hiver de 1952.                                                                                     | 80  |        |
| 14 août  | Theodore Samuel Kennedy        | Hockeyeur canadien. | 83  |        |
| 14 août  | Kimani Maruge                  | Personnalité kényane. | 89  |        |
| 14 août  | Nicolas Wyrouboff              | Résistant français d'origine russe. Compagnon de la Libération. Membre de la 1re division française libre.                                                 | 94  |        |
| 15 août  | Jim Dickinson                  | Musicien et producteur de musique américain. | 67  |        |
| 15 août  | Shūei Matsubayashi             | Réalisateur et scénariste japonais. | 89  |        |
| 16 août  | Alistair Te Ariki Campbell     | Écrivain et poète néo-zélandais. | 84  |        |
| 16 août  | Paul Healion                   | Coureur cycliste irlandais. | 31  |        |
| 16 août  | John Mulagada                  | Évêque catholique indien. | 77  |        |
| 18 août  | Hildegard Behrens              | Chanteuse lyrique allemande. | 72  |        |
| 18 août  | Kim Dae-jung                   | Homme politique sud-coréen. Il fut le 15e Président de la République de Corée et le resta de 1997 à 2003.                                                  | 83  |        |
| 18 août  | Rose Friedman                  | Professeur américaine de droit. Veuve de Milton Friedman.                                                                                                  | 97  |        |
| 18 août  | Dic Jones                      | Poète gallois. | 75  |        |
| 18 août  | Hugo Loetscher                 | Écrivain suisse. | 79  |        |
| 18 août  | Robert Novak                   | Journaliste et animateur de télévision américain. | 78  |        |
| 18 août  | Mária Vadász                   | Joueuse de handball hongroise. Médaillée de bronze aux Jeux olympiques d'été de 1976.                                                                      | 59  |        |
| 18 août  | Geertje Wielema                | Nageuse néerlandaise. Médaillée d'argent aux Jeux olympiques d'été de 1952 sur 100 m dos.                                                                  | 75  |        |
| 19 août  | Don Hewitt                     | Producteur, réalisateur et scénariste américain. | 86  |        |
| 19 août  | Bobby Thomson                  | Footballeur britannique. International anglais. | 65  |        |
| 20 août  | Semion Farada                  | Acteur et réalisateur russe. | 75  |        |
| 21 août  | Geoffrey Tozer                 | Pianiste australien. | 54  |        |
| 22 août  | Henri Girard                   | Ingénieur, fonctionnaire et homme politique canadien. | 75  |        |
| 22 août  | Erkki Laine                    | Joueur de hockey sur glace finlandais. Médaillé d'argent aux Jeux olympiques d'hiver de 1988.                                                              | 51  |        |
| 22 août  | Adrien Zeller                  | Président de la région Alsace. | 69  |        |
| 23 août  | Anna-Maria Müller              | Lugeuse est-allemande. Médaillée d'or aux Jeux olympiques d'hiver de 1972.                                                                                 | 60  |        |
| 24 août  | Toni Sailer                    | Skieur autrichien. Triple médaillé d'or aux Jeux olympiques d'hiver de 1956.                                                                               | 73  |        |
| 25 août  | Ted Kennedy                    | Homme politique et sénateur américain. | 77  |        |
| 25 août  | Virgil Nevjestic               | Graveur, peintre et poète français. | 73  |        |
| 26 août  | Abdul Aziz al-Hakim            | Théologien et homme politique irakien. | 56  |        |
| 26 août  | Dominick Dunne                 | Producteur de cinéma et de télévision, animateur de télévision, journaliste, scénariste, acteur et romancier américain.                                    | 83  |        |
| 27 août  | Shota Chochishvili             | Judoka soviétique. Médaillé d'or aux Jeux olympiques d'été de 1972 chez les "moins de 93 kg".                                                              | 59  |        |
| 27 août  | Pierre Gastaud                 | Peintre, lithographe et sculpteur français. | 89  |        |
| 27 août  | Dave Laut                      | Athlète américain. Médaillé de bronze aux Jeux olympiques d'été de 1984 au lancer du poids.                                                                | 53  |        |
| 27 août  | Sergueï Mikhalkov              | Poète et écrivain russe. | 96  |        |
| 28 août  | Adam Goldstein                 | Disc jockey américain. | 36  |        |
| 29 août  | Sam Etcheverry                 | Joueur de football américain. | 79  |        |
| 29 août  | Frank Gardner                  | Pilote automobile australien. | 78  |        |
| 29 août  | Pete Horeck                    | Joueur de hockey sur glace canadien. | 86  |        |
| 31 août  | Torsten Lindberg               | Footballeur international suédois. Médaillé d'or aux Jeux olympiques d'été de 1948.                                                                        | 92  | (se)   |